# Château de Wilton
Le château de Wilton est un château normand du XIIe siècle situé dans le sud-est du Herefordshire, en Angleterre, sur la rivière Wye, à côté de la ville de Ross-on-Wye. Le château doit son nom au manoir qui lui est associé.

## Histoire
Ce château du Herefordshire, est encore debout jusqu'à la hauteur des créneaux. Les Longchamps de Wilton fournissent en leur temps des baillis de Normandie, des chanceliers d'Angleterre, des shérifs de Hereford et des marches galloises et des ennemis du roi Jean.
Ils sont remplacés par les familles De Cantilupe et De Grey qui, à eux deux, construisent une base de pouvoir au Pays de Galles et dans les Marches. Matilda de Grey, née de Cantilupe, déclare faussement devant le tribunal en 1292 au roi Édouard Ier d'Angleterre que le château a été construit par ses ancêtres Longchamp à l'époque d'Édouard le Confesseur (1042-1066). En fait, le château n'aurait pas pu être construit avant 1154 et la « baronnie » n'a certainement jamais détenu les droits que Lady Mathilde revendique pour lui.
Le château est principalement associé à une branche de la famille d'origine normande de Grey, les barons Grey de Wilton, une importante dynastie de seigneurs normands dans les Marches galloises, qui le détiennent à partir de 1308 ou avant. Le château passe aux mains de la famille lorsque William Grey est capturé par les Français à la fin de la défense de Guînes en 1557, et est contraint de vendre le château pour réunir des fonds pour sa rançon.
Le château est finalement détruit pendant la guerre civile anglaise par les troupes dirigées par le royaliste local Barnabas Scudamore, une période qui voit des escarmouches et des sièges localement au château de Goodrich, au château de Ruardyn et au Château de Raglan.